# سوناريكا بهادوريا
سوناريكا بهادوريا (من مواليد 3 ديسمبر 1992) ممثلة وعارضة هندية، اشتهرت بتصويره للإلهة بارفاتي وأدي شاكتي في فيلم بريثفي فالاب - التاريخ والغموض ، إله ديفاس ... ماهاديف.

## وصلات خارجية
- سوناريكا بهادوريا على موقع IMDb (الإنجليزية)
- سوناريكا بهادوريا على موقع قاعدة بيانات الفيلم (الإنجليزية)